# Veïnat de Sant Jaume de Treià
Veïnat de Sant Jaume de Treià – miejscowość w Hiszpanii, w Katalonii, w prowincji Barcelona, w comarce Maresme, w gminie Argentona.
Według danych INE z 2004 roku miejscowość zamieszkiwało 105 osób.